# Autobahnkreuz Neunkirchen
Das Autobahnkreuz Neunkirchen (Abkürzung: AK Neunkirchen; Kurzform: Kreuz Neunkirchen) ist ein Autobahnkreuz im Saarland bei Homburg. Hier kreuzt die Bundesautobahn 6 (Saarbrücken – Mannheim – Nürnberg) (Europastraße 50) die Bundesautobahn 8 (Saarland – Karlsruhe – München – Salzburg).

## Geographie
Das Autobahnkreuz liegt auf dem Gebiet der Gemeinde Kirkel. Die umliegenden Städte sind Bexbach, Homburg und Neunkirchen/Saar. Es befindet sich etwa 20 km nordöstlich von Saarbrücken und etwa 40 km südwestlich von Kaiserslautern. Als wichtiger Verkehrsknotenpunkt verbindet es die A 8 aus Luxemburg / Belgien – Österreich / Salzburg mit der A 6 (Frankreich / Paris – Tschechien / Pilsen).
Das Autobahnkreuz Neunkirchen trägt auf der A 8 die Nummer 27, auf der A 6 die Nummer 8.

## Ausbauzustand
Die A 6 ist in diesem Bereich, genau wie die A 8, zweispurig ausgebaut. Alle Überleitungen sind einstreifig.
Das Kreuz ist in Kleeblattform angelegt, es existieren allerdings keine Parallelfahrbahnen. Die Verflechtungsstreifen schließen direkt an die Hauptfahrbahn an.

## Verkehrsaufkommen
Das Kreuz wird täglich von etwa 85.000 Fahrzeugen passiert.
| Von                          | Nach             | Durchschnittliche tägliche Verkehrsstärke | Anteil Schwerlastverkehr |
| ---------------------------- | ---------------- | ----------------------------------------- | ------------------------ |
| AS Rohrbach (A 6)            | AK Neunkirchen   | 40.800                                    | 13,3 %                   |
| AK Neunkirchen               | AS Homburg (A 6) | nicht erfasst                             | n/a %                    |
| AS Neunkirchen-Kohlhof (A 8) | AK Neunkirchen   | 48.100                                    | 12,2 %                   |
| AK Neunkirchen               | AS Limbach (A 8) | 43.800                                    | 10,2 %                   |